# 丘疹仿門寄居蟹
丘疹仿門寄居蟹（学名：Pylopaguropsis pustulosa）为寄居蟹科仿門寄居蟹屬下的一个种。